# George Francis FitzGerald
Prof George Francis FitzGerald FRS FRSE (født 3. august 1851, død 22. februar 1901) var en irsk professor i "naturlig og eksperimentel filosofi" ved Trinity College i Dublin, Irland, i løbet af det sidste kvartal af det 19. århundrede.